# Konstandinos Laifis
Konstandinos Laifis (grec. Κωνσταντίνος Λαΐφης; ur. 19 maja 1993 w Paralimni) – cypryjski piłkarz grający na pozycji środkowego obrońcy.

## Kariera piłkarska
Swoją karierę piłkarską Laifis rozpoczął w 2007 roku w klubie Enosis Neon Paralimni. W 2009 roku wyjechał do Anglii i podjął treningi w juniorach Nottingham Forest. W 2012 roku wrócił na Cypr i został zawodnikiem Anorthosisu Famagusta. W 2013 roku został z niego wypożyczony do Alki Larnaka, w którym 16 września 2013 zadebiutował w Protathlima A’ Kategorias w przegranym 1:3 wyjazdowym meczu z Ermis Aradipu. W trakcie sezonu wrócił do Anorthosisu i zaliczył w nim debiut, 23 marca 2014 w domowym meczu z AEL Limassol (0:3). W Anorthosisie występował do końca sezonu 2015/2016.
W lipcu 2016 roku Laifis odszedł za kwotę 600 tysięcy euro do Olympiakosu. Niedługo potem wypożyczono go do Standardu Liège. W Standardzie zadebiutował 31 lipca 2016 w zremisowanym 2:2 wyjazdowym meczu z KVC Westerlo. W 2017 roku przedłużono jego wypożyczenie w Standardzie na kolejny rok.
| Sezon   | Klub                 | Kraj   | Rozgrywki                 | Mecze | Gole |
| ------- | -------------------- | ------ | ------------------------- | ----- | ---- |
| 2012/13 | Anorthosis Famagusta | Cypr   | Protathlima A’ Kategorias | 0     | 0    |
| 2013/14 | Alki Larnaka         | Cypr   | Protathlima A’ Kategorias | 15    | 1    |
| 2013/14 | Anorthosis Famagusta | Cypr   | Protathlima A’ Kategorias | 10    | 0    |
| 2014/15 | Anorthosis Famagusta | Cypr   | Protathlima A’ Kategorias | 24    | 4    |
| 2015/16 | Anorthosis Famagusta | Cypr   | Protathlima A’ Kategorias | 28    | 4    |
| 2016/17 | Standard Liège       | Belgia | Eerste klasse             | 30    | 1    |
| 2017/18 | Standard Liège       | Belgia | Eerste klasse             |       |      |

## Kariera reprezentacyjna
Laifis grał w młodzieżowych reprezentacjach Cypru na różnych szczeblach wiekowych. W reprezentacji Cypru zadebiutował 16 listopada 2014 w wygranym 5:0 meczu eliminacji do Euro 2016 z Andorą, rozegranym w Nikozji.